# Hayley Lauder
 (juin 2019).
Hayley Lauder, née le 4 juin 1990 à West Lothian  est une footballeuse internationale écossaise. Actuellement avec Glasgow City, elle joue au poste de défenseur ou de milieu de terrain.

## Biographie
Elle participe à l'euro 2017.
En 2019, elle fait partie des 23 joueuses retenues afin de participer à la Coupe du monde organisée en France.

### Distinctions personnelles
- Membre de l'équipe-type de la Scottish Women's Premier League en 2022